# Крис Тауб
Кристофер Майкл Тауб (англ. Christopher Michael Taub) — персонаж американского телесериала «Доктор Хаус» в исполнении Питера Джейкобсона.

## Биография
Крис Тауб предприимчив, опытен, разграничивает работу и частную жизнь.Ради работы он может пожертвовать некоторыми принципами. Вообще Тауб прагматичен и показывает себя как человек, который умеет заставить людей сделать то, что ему нужно.
Тауб дорожит своей женой Рэйчел. Они женаты уже 12 лет. Он бросил карьеру пластического хирурга, которую любил, и подписал «неконкуренцию», чтобы жена не узнала о его романе с медсестрой. Жене он сказал, что бросил карьеру из-за того, что его пациент умер.
Хаус сеет в Таубе сомнения по поводу верности жены, сообщив, что у неё есть тайный счёт. Но оказалось, что она копила деньги на автомобиль Porsche, о котором Тауб давно мечтал. Под влиянием случая, который команда расследовала в тот момент, Тауб признаётся жене в измене. Они ссорятся, но ненадолго.
В шестом сезоне он снова заводит любовницу (работницу больницы). Опять под влиянием расследуемого случая, он предлагает (косвенно) жене свободный брак. Рэйчел сначала согласилась, но потом призналась, что не могла этого терпеть. Тауб сказал, что ему никто не нужен, кроме неё, но через некоторое время, не выдержав, начал снова изменять жене с медсестрой.
В 9-й серии 7-го сезона Крис Тауб налаживает отношения с женой, но внезапно понимает, что отношениями с ним она покрывает невозможность отношений со своим «интернет-любовником». Марта Мастерс помогает Таубу понять, что настало время сделать решительный шаг относительно давно уже неидеального брака, и он предлагает жене развод.
После развода живёт в различных гостиницах, но в 12-й серии 7-го сезона Форман, в процессе подготовки Тауба к экзамену на профпригодность, предлагает ему пожить у него. Тауб обеспокоен грядущей проверкой, так как предыдущую он завалил, и после провальных пробных тестов, которые ему дал Форман, Тауб покупает ответы.
В последних сериях 7-го сезона начинает встречаться с Руби — молодой администраторшей клиники, позже она сообщает ему, что беременна. В 23-й серии 7-го сезона Тауб узнаёт, что его бывшая, Рэйчел, тоже беременна. В начале 8-го сезона они рожают девочек, которых называют Софи и София.

## Работа в команде Хауса
Тауб попадает в команду Хауса в 4 сезоне, после того, как тот увольняет старую команду и вынужден под давлением Кадди собрать новую. Тауб скептически относится ко всем заданиям, которые Хаус даёт претендентам на место в команде, и не согласен со многими его решениями, считает, что ему лишь бы поразвлечься, даже вступает в конфликт, но говорит, что «вообще с Хаусом так, лучше пусть уволит, чем уйти самому». Тауб называет Хауса гениальным диагностом. У Тауба возникает тандем с Эмбер Волакис из-за общей агрессивности и предприимчивости, кроме того, Тауб неосознанно симпатизирует ей, что обнаруживает обследуемый пациент.
В 5 сезоне Тауб продолжает работу в клинике как штатный врач диагностического отделения. Однажды использует историю Тринадцатой, чтобы убедить пациентку бороться с болезнью.
После ухода Хауса из Принстон Плейнсборо Тауб сообщает Форману, что он хочет уйти, так как пришёл на эту работу только из-за самого Хауса. В 6 сезоне, благодаря настойчивости Хауса, возвращается, бросив работу косметическим хирургом. В том же сезоне говорит Форману, что всю жизнь хотел сделать что-то важное в жизни, а не желал спокойной и высокооплачиваемой работы.